# Derocheilocaris typica
Derocheilocaris typica är en kräftdjursart som beskrevs av Pennak och Johann Gottfried Zinn 1943. Derocheilocaris typica ingår i släktet Derocheilocaris och familjen Derocheilocarididae. Inga underarter finns listade i Catalogue of Life.